# William Ivins Jr.
William Mills Ivins Jr. (1881-1961) fue un historiador del arte, periodista y conservador de museo estadounidense. Fue conservador del departamento de grabados del Museo Metropolitano de Arte de Nueva York desde su fundación en 1916 hasta 1946, cuando fue sucedido por Alpheus Hyatt Mayor.

## Biografía
Hijo de William Mills Ivins Sr. (1851-1915), un abogado de servicios públicos que había sido candidato republicano en 1905 para alcalde de la ciudad de Nueva York, Ivins estudió en el Harvard College y la Universidad de Múnich antes de graduarse en Derecho en la Universidad de Columbia en 1907.
Después de nueve años de práctica legal, se le pidió que asumiera la conservación e interpretación de la colección impresa del Museo Metropolitano de Arte. Creó las colecciones notables que se pueden ver allí hoy, y escribió muchos prefacios para los catálogos de exposiciones, así como otras piezas ocasionales que luego se recopilaron y publicaron. Fue autor de los libros How Prints Look (1943) y Prints and Visual Communication (1953).